# Pic de Médécourbe
De Pic de Médécourbe (Catalaans: Pic de Medacorba, tot 2010 Pic de Medecorba) is een berg in het noordwesten van Andorra. Hij bevindt zich op het drielandenpunt tussen Andorra (quart Arinsal van de parochie La Massana), Frankrijk en Spanje. De berg is bijna 3000 meter hoog, het hoogste gedeelte bevindt zich echter in Frankrijk.
Een kleine halve kilometer ten zuidoosten van de top bevinden zich de meertjes Estanys Forcats, waar de Riu del Bancal Vedeller ontspringt. Aan de Franse zijde bevindt zich dan weer het artificiële Etang de Soulcem.